# Albert Forslund
Johannes Albert Forslund, född 11 april 1881 i Ovansjö, Gävleborgs län, död 4 maj 1954 i Stockholm, var en svensk fackföreningsman och socialdemokratisk politiker. 

## Biografi
Han anställdes vid Dala-Ockelbo-Norrsundets Järnväg 1901 och hann bli konduktör innan han blev funktionär på heltid i Svenska järnvägsmannaförbundet och dess förbundsordförande 1918–1936. Han var kommunalpolitiskt aktiv i Spånga, där en gata är uppkallad efter honom, Albert Forslunds backe.
Forslund blev ordförande i LO efter Edvard Johansons bortgång under perioden februari till september 1936. Under hans korta ordförandetid inleddes det arbete som kom att leda fram till Saltsjöbadsavtalet 1938. Forslund valde sedan politiken framför det fackliga arbetet.
Han var riksdagsledamot (första kammaren) 1931–1951, kommunikationsminister 1936–1938 och socialminister 1938–1939.